# Saison 2017-2018 des Clippers de Los Angeles
La saison 2017-2018 des Clippers de Los Angeles est la 48e saison de la franchise en National Basketball Association (NBA) et la 34e saison à Los Angeles.

## Draft
Aucun choix de draft cette année.

## Matchs

### Summer League
| Summer League Total: 3-2 |

| Match | Date match | Équipe       | Score        | Meilleur marqueur        | Meilleur rebondeur  | Meilleur passeur      | Lieux                | Série |
| ----- | ---------- | ------------ | ------------ | ------------------------ | ------------------- | --------------------- | -------------------- | ----- |
| 1     | 7 juillet  | L.A. Lakers  | V 96-93 (OT) | Sindarius Thornwell (26) | Brice Johnson (7)   | Kendall Marshall (11) | Thomas & Mack Center | 1 - 0 |
| 2     | 9 juillet  | Utah         | V 86-67      | Jamil Wilson (19)        | Anthony Brown (7)   | Kendall Marshall (5)  | Cox Pavilion         | 2 - 0 |
| 3     | 10 juillet | Milwaukee    | V 100-93     | Montrezl Harrell (21)    | Jamil Wilson (8)    | Wilson, Evans (8)     | Cox Pavilion         | 3 - 0 |
| 4     | 13 juillet | Miami        | D 84-91      | Brice Johnson (13)       | Stevon Thompson (7) | Kendall Marshall (7)  | Thomas & Mack Center | 3 - 1 |
| 5     | 14 juillet | Golden State | D 100-109    | Brice Johnson (18)       | Isaiah Hicks (6)    | Kendall Marshall (11) | Thomas & Mack Center | 3 - 2 |

### Pré-saison
| Pré-saison Total: 2-3 (Domicile : 1-2 ; Extérieur : 1-1) |

| Match | Date match  | Équipe      | Score     | Meilleur marqueur      | Meilleur rebondeur  | Meilleur passeur      | Lieux Spectateurs   | Série |
| ----- | ----------- | ----------- | --------- | ---------------------- | ------------------- | --------------------- | ------------------- | ----- |
| 1     | 1er octobre | @ Toronto   | D 113-121 | Blake Griffin (18)     | DeAndre Jordan (9)  | Miloš Teodosić (8)    | Stan Sheriff Center | 0 - 1 |
| 2     | 3 octobre   | Toronto     | V 98-84   | Blake Griffin (17)     | DeAndre Jordan (8)  | Miloš Teodosić (5)    | Stan Sheriff Center | 1 - 1 |
| 3     | 8 octobre   | Portland    | D 106-134 | Griffin, Teodosić (15) | DeAndre Jordan (14) | Beverley, Griffin (6) | Staples Center      | 1 - 2 |
| 4     | 12 octobre  | Sacramento  | V 104-87  | Blake Griffin (18)     | DeAndre Jordan (14) | Miloš Teodosić (6)    | Staples Center      | 2 - 2 |
| 5     | 13 octobre  | L.A. Lakers | D 104-111 | Tyrone Wallace (23)    | Brice Johnson (10)  | Jawun Evans (8)       | Staples Center      | 2 - 3 |

### Saison régulière
| Saison régulière Total: 42-40 (Domicile : 22-19 ; Extérieur : 20-21) |

| Match | Date match | Équipe        | Score     | Meilleur marqueur     | Meilleur rebondeur  | Meilleur passeur       | Lieux          | Série |
| ----- | ---------- | ------------- | --------- | --------------------- | ------------------- | ---------------------- | -------------- | ----- |
| 1     | 19 octobre | @ L.A. Lakers | V 108-92  | Blake Griffin (29)    | DeAndre Jordan (24) | Teodosić, Williams (6) | Staples Center | 1 - 0 |
| 2     | 21 octobre | Phoenix       | V 130-88  | Blake Griffin (29)    | DeAndre Jordan (13) | Lou Williams (6)       | Staples Center | 2 - 0 |
| 3     | 24 octobre | Utah          | V 102-84  | Blake Griffin (22)    | DeAndre Jordan (18) | Blake Griffin (6)      | Staples Center | 3 - 0 |
| 4     | 26 octobre | @ Portland    | V 104-103 | Blake Griffin (25)    | DeAndre Jordan (18) | Blake Griffin (5)      | Moda Center    | 4 - 0 |
| 5     | 28 octobre | Détroit       | D 87-95   | Austin Rivers (20)    | DeAndre Jordan (14) | Patrick Beverley (8)   | Staples Center | 4 - 1 |
| 6     | 30 octobre | Golden State  | D 113-141 | Danilo Gallinari (19) | DeAndre Jordan (11) | Trois joueurs (4)      | Staples Center | 4 - 2 |

| Match | Date match   | Équipe          | Score          | Meilleur marqueur   | Meilleur rebondeur  | Meilleur passeur      | Lieux                   | Série  |
| ----- | ------------ | --------------- | -------------- | ------------------- | ------------------- | --------------------- | ----------------------- | ------ |
| 7     | 1er novembre | Dallas          | V 119-98       | Blake Griffin (20)  | DeAndre Jordan (9)  | Blake Griffin (7)     | Staples Center          | 5 - 2  |
| 8     | 4 novembre   | Memphis         | D 104-113      | Blake Griffin (30)  | Blake Griffin (11)  | Danilo Gallinari (6)  | Staples Center          | 5 - 3  |
| 9     | 5 novembre   | Miami           | D 101-104      | Blake Griffin (23)  | DeAndre Jordan (19) | Blake Griffin (4)     | Staples Center          | 5 - 4  |
| 10    | 7 novembre   | @ San Antonio   | D 107-120      | Austin Rivers (24)  | Blake Griffin (9)   | Blake Griffin (6)     | AT&T Center             | 5 - 5  |
| 11    | 10 novembre  | @ Oklahoma City | D 111-120      | Louis Williams (35) | DeAndre Jordan (12) | Blake Griffin (5)     | Chesapeake Energy Arena | 5 - 6  |
| 12    | 11 novembre  | @ New Orleans   | D 103-111      | Blake Griffin (26)  | DeAndre Jordan (14) | Blake Griffin (6)     | Smoothie King Center    | 5 - 7  |
| 13    | 13 novembre  | Philadelphie    | D 105-109      | Lou Williams (31)   | Lou Williams (7)    | Lou Williams (6)      | Staples Center          | 5 - 8  |
| 14    | 17 novembre  | @ Cleveland     | D 113-118 (OT) | Blake Griffin (23)  | DeAndre Jordan (22) | Lou Williams (7)      | Quicken Loans Arena     | 5 - 9  |
| 15    | 18 novembre  | Charlotte       | D 87-102       | Lou Williams (25)   | DeAndre Jordan (14) | Griffin, Williams (4) | Staples Center          | 5 - 10 |
| 16    | 20 novembre  | @ New York      | D 85-107       | Blake Griffin (21)  | DeAndre Jordan (9)  | Griffin, Rivers (5)   | Madison Square Garden   | 5 - 11 |
| 17    | 22 novembre  | @ Atlanta       | V 116-103      | Blake Griffin (26)  | DeAndre Jordan (16) | Blake Griffin (10)    | Philips Arena           | 6 - 11 |
| 18    | 25 novembre  | @ Sacramento    | V 97-95        | Blake Griffin (33)  | DeAndre Jordan (16) | Lou Williams (8)      | Golden 1 Center         | 7 - 11 |
| 19    | 27 novembre  | L.A. Lakers     | V 120-115      | Lou Williams (42)   | Blake Griffin (11)  | Griffin, Rivers (6)   | Staples Center          | 8 - 11 |
| 20    | 30 novembre  | Utah            | D 107-126      | Austin Rivers (25)  | DeAndre Jordan (16) | Austin Rivers (6)     | Staples Center          | 8 - 12 |

| Match | Date match  | Équipe        | Score     | Meilleur marqueur      | Meilleur rebondeur  | Meilleur passeur     | Lieux                    | Série   |
| ----- | ----------- | ------------- | --------- | ---------------------- | ------------------- | -------------------- | ------------------------ | ------- |
| 21    | 2 décembre  | @ Dallas      | D 82-108  | Lou Williams (18)      | DeAndre Jordan (17) | Lou Williams (6)     | American Airlines Center | 8 - 13  |
| 22    | 3 décembre  | @ Minnesota   | D 106-112 | Austin Rivers (30)     | DeAndre Jordan (12) | Lou Williams (10)    | Target Center            | 8 - 14  |
| 23    | 6 décembre  | Minnesota     | D 107-113 | Lou Williams (23)      | DeAndre Jordan (21) | Lou Williams (8)     | Staples Center           | 8 - 15  |
| 24    | 9 décembre  | Washington    | V 113-112 | Lou Williams (35)      | DeAndre Jordan (17) | Lou Williams (8)     | Staples Center           | 9 - 15  |
| 25    | 11 décembre | Toronto       | V 96-91   | Harrell, Williams (17) | DeAndre Jordan (17) | Lou Williams (5)     | Staples Center           | 10 - 15 |
| 26    | 13 décembre | @ Orlando     | V 106-95  | Lou Williams (31)      | DeAndre Jordan (20) | Lou Williams (8)     | Amway Center             | 11 - 15 |
| 27    | 15 décembre | @ Washington  | D 91-100  | Lou Williams (23)      | DeAndre Jordan (16) | Jawun Evans (6)      | Capital One Arena        | 11 - 16 |
| 28    | 16 décembre | @ Miami       | D 85-90   | Montrezl Harrell (15)  | DeAndre Jordan (20) | Lou Williams (7)     | American Airlines Arena  | 11 - 17 |
| 29    | 18 décembre | @ San Antonio | D 91-109  | Jordan, Wilson (13)    | DeAndre Jordan (14) | Miloš Teodosić (5)   | AT&T Center              | 11 - 18 |
| 30    | 20 décembre | Phoenix       | V 108-95  | Austin Rivers (21)     | DeAndre Jordan (20) | Miloš Teodosić (8)   | Staples Center           | 12 - 18 |
| 31    | 22 décembre | @ Houston     | V 128-118 | Austin Rivers (36)     | DeAndre Jordan (20) | Rivers, Williams (7) | Toyota Center            | 13 - 18 |
| 32    | 23 décembre | @ Memphis     | D 112-115 | Austin Rivers (38)     | DeAndre Jordan (18) | Miloš Teodosić (4)   | FedExForum               | 13 - 19 |
| 33    | 26 décembre | Sacramento    | V 122-95  | Montrezl Harrell (22)  | DeAndre Jordan (15) | Miloš Teodosić (10)  | Staples Center           | 14 - 19 |
| 34    | 29 décembre | @ L.A. Lakers | V 121-106 | Blake Griffin (24)     | DeAndre Jordan (16) | Miloš Teodosić (7)   | Staples Center           | 15 - 19 |
| 35    | 31 décembre | Charlotte     | V 106-98  | Lou Williams (40)      | DeAndre Jordan (16) | Lou Williams (8)     | Staples Center           | 16 - 19 |

| Match | Date match | Équipe             | Score     | Meilleur marqueur     | Meilleur rebondeur   | Meilleur passeur       | Lieux                   | Série   |
| ----- | ---------- | ------------------ | --------- | --------------------- | -------------------- | ---------------------- | ----------------------- | ------- |
| 36    | 2 janvier  | Memphis            | V 113-105 | Lou Williams (33)     | DeAndre Jordan (9)   | Blake Griffin (8)      | Staples Center          | 17 - 19 |
| 37    | 3 janvier  | Oklahoma City      | D 117-127 | Jordan, Williams (26) | DeAndre Jordan (17)  | Lou Williams (10)      | Staples Center          | 17 - 20 |
| 38    | 6 janvier  | Golden State       | D 105-121 | Lou Williams (23)     | DeAndre Jordan (11)  | Jawun Evans (7)        | Staples Center          | 17 - 21 |
| 39    | 8 janvier  | Atlanta            | V 108-107 | Lou Williams (34)     | DeAndre Jordan (18)  | Evans, Williams (4)    | Staples Center          | 18 - 21 |
| 40    | 10 janvier | @ Golden State     | V 125-106 | Lou Williams (50)     | DeAndre Jordan (12)  | Lou Williams (7)       | Oracle Arena            | 19 - 21 |
| 41    | 11 janvier | @ Sacramento       | V 121-115 | Lou Williams (30)     | Blake Griffin (12)   | Miloš Teodosić (9)     | Golden 1 Center         | 20 - 21 |
| 42    | 13 janvier | Sacramento         | V 125-106 | Lou Williams (26)     | Willie Reed (13)     | Blake Griffin (9)      | Staples Center          | 21 - 21 |
| 43    | 15 janvier | Houston            | V 113-102 | Lou Williams (31)     | Wesley Johnson (12)  | Lou Williams (9)       | Staples Center          | 22 - 21 |
| 44    | 17 janvier | Denver             | V 109-104 | Blake Griffin (20)    | Blake Griffin (12)   | Teodosić, Williams (5) | Staples Center          | 23 - 21 |
| 45    | 20 janvier | @ Utah             | D 113-125 | Lou Williams (31)     | Griffin, Johnson (8) | Lou Williams (7)       | Vivint Smart Home Arena | 23 - 22 |
| 46    | 22 janvier | Minnesota          | D 118-126 | Blake Griffin (32)    | Blake Griffin (12)   | Blake Griffin (12)     | Staples Center          | 23 - 23 |
| 47    | 24 janvier | Boston             | D 102-113 | Blake Griffin (23)    | DeAndre Jordan (14)  | Lou Williams (7)       | Staples Center          | 23 - 24 |
| 48    | 26 janvier | @ Memphis          | V 109-100 | Lou Williams (40)     | DeAndre Jordan (9)   | Lou Williams (10)      | FedExForum              | 24 - 24 |
| 49    | 28 janvier | @ Nouvelle-Orléans | V 112-103 | Blake Griffin (27)    | DeAndre Jordan (19)  | Blake Griffin (7)      | Smoothie King Center    | 25 - 24 |
| 50    | 30 janvier | Portland           | D 96-104  | Lou Williams (20)     | DeAndre Jordan (19)  | Lou Williams (5)       | Staples Center          | 25 - 25 |

| Match                  | Date match | Équipe         | Score     | Meilleur marqueur      | Meilleur rebondeur  | Meilleur passeur     | Lieux                      | Série   |
| ---------------------- | ---------- | -------------- | --------- | ---------------------- | ------------------- | -------------------- | -------------------------- | ------- |
| 51                     | 3 février  | Chicago        | V 113-103 | Gallinari, Harris (24) | DeAndre Jordan (16) | Lou Williams (6)     | Staples Center             | 26 - 25 |
| 52                     | 5 février  | Dallas         | V 104-101 | Danilo Gallinari (28)  | DeAndre Jordan (13) | Lou Williams (8)     | Staples Center             | 27 - 25 |
| 53                     | 9 février  | @ Détroit      | V 108-95  | Lou Williams (26)      | DeAndre Jordan (17) | Lou Williams (6)     | Little Caesars Arena       | 28 - 25 |
| 54                     | 10 février | @ Philadelphie | D 98-112  | Lou Williams (23)      | DeAndre Jordan (21) | Lou Williams (6)     | Wells Fargo Center         | 28 - 26 |
| 55                     | 12 février | @ Brooklyn     | V 114-101 | Lou Williams (20)      | DeAndre Jordan (17) | Trois joueurs (4)    | Barclays Center            | 29 - 26 |
| 56                     | 14 février | @ Boston       | V 129-119 | DeAndre Jordan (30)    | DeAndre Jordan (13) | Lou Williams (6)     | TD Garden                  | 30 - 26 |
| NBA All-Star Game 2018 |            |                |           |                        |                     |                      |                            |         |
| 57                     | 22 février | @ Golden State | D 127-134 | Tobias Harris (22)     | DeAndre Jordan (14) | Lou Williams (12)    | Oracle Arena               | 30 - 27 |
| 58                     | 23 février | @ Phoenix      | V 128-117 | Lou Williams (35)      | DeAndre Jordan (13) | Austin Rivers (6)    | Talking Stick Resort Arena | 31 - 27 |
| 59                     | 27 février | @ Denver       | V 122-120 | Lou Williams (25)      | DeAndre Jordan (9)  | Lou Williams (6)     | Pepsi Center               | 32 - 27 |
| 60                     | 28 février | Houston        | D 92-105  | Tobias Harris (24)     | DeAndre Jordan (16) | Rivers, Teodosić (4) | Staples Center             | 32 - 28 |

| Match | Date match | Équipe           | Score     | Meilleur marqueur   | Meilleur rebondeur  | Meilleur passeur       | Lieux                      | Série   |
| ----- | ---------- | ---------------- | --------- | ------------------- | ------------------- | ---------------------- | -------------------------- | ------- |
| 61    | 2 mars     | New York         | V 128-105 | Lou Williams (21)   | DeAndre Jordan (20) | Lou Williams (8)       | Staples Center             | 33 - 28 |
| 62    | 4 mars     | Brooklyn         | V 123-120 | Austin Rivers (27)  | DeAndre Jordan (15) | Teodosić ,Williams (4) | Staples Center             | 34 - 28 |
| 63    | 6 mars     | Nouvelle-Orléans | D 116-121 | Lou Williams (27)   | DeAndre Jordan (20) | Lou Williams (11)      | Staples Center             | 34 - 29 |
| 64    | 9 mars     | Cleveland        | V 116-102 | Tobias Harris (23)  | DeAndre Jordan (23) | Lou Williams (7)       | Staples Center             | 35 - 29 |
| 65    | 10 mars    | Orlando          | V 113-105 | Lou Williams (25)   | DeAndre Jordan (18) | Miloš Teodosić (7)     | Staples Center             | 36 - 29 |
| 66    | 13 mars    | @ Chicago        | V 112-106 | DeAndre Jordan (29) | DeAndre Jordan (18) | Austin Rivers (6)      | United Center              | 37 - 29 |
| 67    | 15 mars    | @ Houston        | D 96-101  | Tobias Harris (29)  | DeAndre Jordan (18) | Miloš Teodosić (4)     | Toyota Center              | 37 - 30 |
| 68    | 16 mars    | @ Oklahoma City  | D 113-121 | Tobias Harris (24)  | DeAndre Jordan (21) | Tobias Harris (6)      | Chesapeake Energy Arena    | 37 - 31 |
| 69    | 18 mars    | Portland         | D 109-122 | Lou Williams (30)   | DeAndre Jordan (16) | Lou Williams (4)       | Staples Center             | 37 - 32 |
| 70    | 20 mars    | @ Minnesota      | D 109-123 | DeAndre Jordan (18) | DeAndre Jordan (12) | Lou Williams (5)       | Target Center              | 37 - 33 |
| 71    | 21 mars    | @ Milwaukee      | V 127-120 | DeAndre Jordan (25) | DeAndre Jordan (22) | Lou Williams (8)       | BMO Harris Bradley Center  | 38 - 33 |
| 72    | 23 mars    | @ Indiana        | D 104-109 | Lou Williams (27)   | DeAndre Jordan (11) | Lou Williams (10)      | Bankers Life Fieldhouse    | 38 - 34 |
| 73    | 25 mars    | @ Toronto        | V 117-106 | Lou Williams (26)   | DeAndre Jordan (14) | Lou Williams (7)       | Centre Air Canada          | 39 - 34 |
| 74    | 27 mars    | Milwaukee        | V 105-98  | Tobias Harris (19)  | DeAndre Jordan (16) | Tobias Harris (5)      | Staples Center             | 40 - 34 |
| 75    | 28 mars    | @ Phoenix        | V 111-99  | Tobias Harris (27)  | DeAndre Jordan (15) | Austin Rivers (8)      | Talking Stick Resort Arena | 41 - 34 |
| 76    | 30 mars    | @ Portland       | D 96-105  | Lou Williams (23)   | DeAndre Jordan (14) | Lou Williams (3)       | Moda Center                | 41 - 35 |

| Match | Date match | Équipe           | Score     | Meilleur marqueur        | Meilleur rebondeur    | Meilleur passeur        | Lieux                   | Série   |
| ----- | ---------- | ---------------- | --------- | ------------------------ | --------------------- | ----------------------- | ----------------------- | ------- |
| 77    | 1er avril  | Indiana          | D 104-111 | Tobias Harris (21)       | DeAndre Jordan (12)   | Harris, Rivers (7)      | Staples Center          | 41 - 36 |
| 78    | 3 avril    | San Antonio      | V 113-110 | Tobias Harris (31)       | DeAndre Jordan (17)   | Austin Rivers (5)       | Staples Center          | 42 - 36 |
| 79    | 5 avril    | @ Utah           | D 95-117  | Austin Rivers (19)       | DeAndre Jordan (9)    | Trois joueurs (3)       | Vivint Smart Home Arena | 42 - 37 |
| 80    | 7 avril    | Denver           | D 115-134 | Lou Williams (24)        | DeAndre Jordan (17)   | Austin Rivers (9)       | Staples Center          | 42 - 38 |
| 81    | 9 avril    | Nouvelle-Orléans | D 100-113 | Sindarius Thornwell (20) | DeAndre Jordan (15)   | Sindarius Thornwell (7) | Staples Center          | 42 - 39 |
| 82    | 11 avril   | L.A. Lakers      | D 100-115 | Tobias Harris (23)       | Boban Marjanović (10) | Austin Rivers (6)       | Staples Center          | 42 - 40 |

### Confrontations en saison régulière
| Conférence Est      | Conférence Est                               | Conférence Est                               | Conférence Ouest                             | Conférence Ouest                             | Conférence Ouest                             | Conférence Ouest                             | Conférence Ouest                             |
| Division Atlantique | Division Atlantique                          | Division Atlantique                          | Division Nord-Ouest                          | Division Nord-Ouest                          | Division Nord-Ouest                          | Division Nord-Ouest                          | Division Nord-Ouest                          |
| Équipe              | Domicile                                     | Extérieur                                    | Équipe                                       | Domicile                                     | Domicile                                     | Extérieur                                    | Extérieur                                    |
| ------------------- | -------------------------------------------- | -------------------------------------------- | -------------------------------------------- | -------------------------------------------- | -------------------------------------------- | -------------------------------------------- | -------------------------------------------- |
| Boston              | 102-113                                      | 129-119                                      | Denver                                       | 109-104                                      | 115-134                                      | 122-120                                      |                                              |
| Brooklyn            | 123-120                                      | 114-101                                      | Minnesota                                    | 107-113                                      | 118-126                                      | 106-112                                      | 109-123                                      |
| New York            | 128-105                                      | 85-107                                       | Oklahoma City                                | 117-127                                      |                                              | 111-120                                      | 113-121                                      |
| Philadelphie        | 105-109                                      | 98-112                                       | Portland                                     | 96-104                                       | 109-122                                      | 104-103                                      | 96-105                                       |
| Toronto             | 96-91                                        | 117-106                                      | Utah                                         | 102-84                                       | 107-126                                      | 113-125                                      | 95-117                                       |
|                     | 3–2                                          | 3–2                                          |                                              | 2–7                                          | 2–7                                          | 2–7                                          | 2–7                                          |
| Division            | 6–4                                          | 6–4                                          | Division                                     | 4-14                                         | 4-14                                         | 4-14                                         | 4-14                                         |
| Division Atlantique | Division Atlantique                          | Division Atlantique                          | Division Nord-Ouest                          | Division Nord-Ouest                          | Division Nord-Ouest                          | Division Nord-Ouest                          | Division Nord-Ouest                          |
| Équipe              | Domicile                                     | Extérieur                                    | Équipe                                       | Domicile                                     | Domicile                                     | Extérieur                                    | Extérieur                                    |
| Chicago             | 113-103                                      | 112-106                                      | Golden State                                 | 113-141                                      | 105-121                                      | 125-106                                      | 127-134                                      |
| Cleveland           | 116-102                                      | 113-118 (OT)                                 |                                              |                                              |                                              |                                              |                                              |
| Detroit             | 87-95                                        | 108-95                                       | L.A. Lakers                                  | 120-115                                      | 100-115                                      | 108-92                                       | 121-106                                      |
| Indiana             | 104-111                                      | 104-109                                      | Phoenix                                      | 130-88                                       | 108-95                                       | 128-117                                      | 111-99                                       |
| Milwaukee           | 105-98                                       | 127-120                                      | Sacramento                                   | 122-95                                       | 125-106                                      | 97-95                                        | 121-115                                      |
|                     | 3-2                                          | 3-2                                          |                                              | 5-3                                          | 5-3                                          | 7–1                                          | 7–1                                          |
| Division            | 6-4                                          | 6-4                                          | Division                                     | 12-4                                         | 12-4                                         | 12-4                                         | 12-4                                         |
| Division Atlantique | Division Atlantique                          | Division Atlantique                          | Division Nord-Ouest                          | Division Nord-Ouest                          | Division Nord-Ouest                          | Division Nord-Ouest                          | Division Nord-Ouest                          |
| Équipe              | Domicile                                     | Extérieur                                    | Équipe                                       | Domicile                                     | Domicile                                     | Extérieur                                    | Extérieur                                    |
| Atlanta             | 108-107                                      | 116-103                                      | Dallas                                       | 119-98                                       | 104-101                                      | 82-108                                       |                                              |
| Charlotte           | 106-98                                       | 87-102                                       | Houston                                      | 113-102                                      | 92-105                                       | 128-118                                      | 96-101                                       |
| Miami               | 101-104                                      | 85-90                                        | Memphis                                      | 104-113                                      | 113-105                                      | 112-115                                      | 109-100                                      |
| Orlando             | 113-105                                      | 106-95                                       | New Orleans                                  | 116-121                                      | 100-113                                      | 103-111                                      | 112-103                                      |
| Washington          | 113-112                                      | 91-100                                       | San Antonio                                  | 113-110                                      |                                              | 107-120                                      | 91-109                                       |
|                     | 4–1                                          | 2–3                                          |                                              | 5–4                                          | 5–4                                          | 3–6                                          | 3–6                                          |
| Division            | 6-4                                          | 6-4                                          | Division                                     | 8–10                                         | 8–10                                         | 8–10                                         | 8–10                                         |
| Conférence          | 18–12 (Domicile : 10–5 ; Extérieur : 8–7)    | 18–12 (Domicile : 10–5 ; Extérieur : 8–7)    | Conférence                                   | 24-28 (Domicile : 12–14 ; Extérieur : 12–14) | 24-28 (Domicile : 12–14 ; Extérieur : 12–14) | 24-28 (Domicile : 12–14 ; Extérieur : 12–14) | 24-28 (Domicile : 12–14 ; Extérieur : 12–14) |
| Total               | 42-40 (Domicile : 22–19 ; Extérieur : 20–21) | 42-40 (Domicile : 22–19 ; Extérieur : 20–21) | 42-40 (Domicile : 22–19 ; Extérieur : 20–21) | 42-40 (Domicile : 22–19 ; Extérieur : 20–21) | 42-40 (Domicile : 22–19 ; Extérieur : 20–21) | 42-40 (Domicile : 22–19 ; Extérieur : 20–21) | 42-40 (Domicile : 22–19 ; Extérieur : 20–21) |

## Effectif
| Clippers de Los Angeles Effectif en fin de saison régulière |    |                        |                     |                      |
| Entraîneur : Doc Rivers                                     |    |                        |                     |                      |
| Meneur                                                      | 21 | Drapeau des États-Unis | Patrick Beverley    | Arkansas             |
| Arrière                                                     | 11 | Drapeau des États-Unis | Avery Bradley       | Texas                |
| Ailier (basket-ball), Ailier fort                           | 7  | Drapeau des États-Unis | Sam Dekker          | Wisconsin            |
| Meneur                                                      | 1  | Drapeau des États-Unis | Jawun Evans         | Oklahoma State       |
| Ailier                                                      | 8  | Drapeau de l'Italie    | Danilo Gallinari    | Italie               |
| Ailier fort                                                 | 5  | Drapeau des États-Unis | Montrezl Harrell    | Louisville           |
| Ailier fort, Ailier                                         | 34 | Drapeau des États-Unis | Tobias Harris       | Tennessee            |
| Ailier, Arrière                                             | 33 | Drapeau des États-Unis | Wesley Johnson      | Syracuse             |
| Pivot                                                       | 6  | Drapeau des États-Unis | DeAndre Jordan      | Texas A&M            |
| Pivot                                                       | 51 | Drapeau de la Serbie   | Boban Marjanović    | Serbie               |
| Arrière                                                     | 25 | Drapeau des États-Unis | Austin Rivers       | Duke                 |
| Meneur, Arrière                                             | 4  | Drapeau de la Serbie   | Miloš Teodosić      | Serbie               |
| Meneur, Arrière                                             | 0  | Drapeau des États-Unis | Sindarius Thornwell | South Carolina       |
| Meneur                                                      | 12 | Drapeau des États-Unis | Tyrone Wallace (TW) | Californie           |
| Arrière                                                     | 9  | Drapeau des États-Unis | C.J. Williams       | North Carolina State |
| Arrière                                                     | 23 | Drapeau des États-Unis | Lou Williams        | South Gwinnett HS    |
| (C) - Capitaine, (TW) - Two-way contract, - Blessé          |    |                        |                     |                      |

## Transactions

### Échanges
| 22 juin 2017      | A Clippers de Los AngelesDroits sur Sindarius Thornwell | A Bucks de MilwaukeeCompensation financière               |
| 28 juin 2017      | A Clippers de Los AngelesPatrick Beverley Lou Williams Sam Dekker Montrezl Harrell Darrun Hilliard DeAndre Liggins Kyle Wiltjer Premier tour de la Draft 2018 Compensation financière | A Rockets de HoustonChris Paul                            |
| 6 juillet 2017    | A Clippers de Los AngelesDroits sur Jawun Evans | A 76ers de PhiladelphieCompensation financière            |
| 6 juillet 2017    | A Los Angeles ClippersDanilo Gallinari (de Denver) | A Nuggets de DenverSecond tour de draft 2019 (d'Atlanta)  |
| 6 juillet 2017    | A Hawks d'AtlantaJamal Crawford (de Los Angeles) Diamond Stone (de Los Angeles) Premier tour de draft 2018 de Houston (de Los Angeles)                                                |                                                           |
| 25 septembre 2017 | A Los Angeles ClippersDraft considerations | A Hawks d'AtlantaDeAndre Liggins                          |
| 29 janvier 2018   | A Los Angeles ClippersAvery Bradley Boban Marjanović Tobias Harris Premier tour de draft 2018 (protégé) Second tour de draft 2019                                                     | A Pistons de DétroitBlake GriffinBrice JohnsonWillie Reed |

### Joueurs qui re-signent
| Date       | Joueur       | Contrat                                         |
| ---------- | ------------ | ----------------------------------------------- |
| 07/02/2018 | Lou Williams | Extension de contrat de 24 000 000 $ sur 3 ans. |

### Options dans les contrats
| Joueur         | Option                                                                           |
| -------------- | -------------------------------------------------------------------------------- |
| Sam Dekker     | Los Angeles exerce son option d'équipe de 2 760 000 $ pour la saison 2018-2019.  |
| Brice Johnson  | Los Angeles décline son option d'équipe de 1 500 000 $ pour la saison 2018-2019. |
| Wesley Johnson | Wesley Johnson exerce son option joueur de 6 130 000 $ pour la saison 2018-2019. |
| Austin Rivers  | Austin Rivers exerce son option joueur de 12 650 000 $ pour la saison 2018-2019. |
| Miloš Teodosić | Miloš Teodosić exerce son option joueur de 6 300 000 $ pour la saison 2018-2019. |

### Arrivés
| Date       | Joueur              | Contrat                           | Provenance                             |
| ---------- | ------------------- | --------------------------------- | -------------------------------------- |
| 10/07/2017 | Miloš Teodosić      | Contrat de 12 300 000 $ sur 2 ans | CSKA Moscou                            |
| 11/07/2017 | Jawun Evans         | Contrat de 2 190 000 $ sur 2 ans  | Cowboys d'Oklahoma State (NCAA)        |
| 26/07/2017 | Sindarius Thornwell | Contrat de 3 800 000 $ sur 3 ans  | Gamecocks de la Caroline du Sud (NCAA) |
| 03/08/2017 | Willie Reed         | Contrat de 1 580 000 $ sur 1 an   | Heat de Miami                          |
| 09/04/2018 | C.J. Williams       | Contrat de 3 000 000 $ sur 3 ans  | Clippers de Los Angeles                |

#### Two-way contract
| Date       | Joueur         | Provenance                              |
| ---------- | -------------- | --------------------------------------- |
| 18/07/2017 | Jamil Wilson   | Auxilium Pallacanestro Torino           |
| 14/10/2017 | C.J. Williams  | Clippers de Los Angeles                 |
| 05/01/2018 | Tyrone Wallace | Clippers d'Agua Caliente (NBA G League) |

#### Contrat de 10 jours
| Date       | Joueur          | Provenance              |
| ---------- | --------------- | ----------------------- |
| 04/03/2018 | Sean Kilpatrick | Bucks de Milwaukee      |
| 14/03/2018 | Sean Kilpatrick | Clippers de Los Angeles |

### Départs
| Date       | Joueur            | Raison départ           | Nouvelle équipe ¹                     |
| ---------- | ----------------- | ----------------------- | ------------------------------------- |
| 01/07/2017 | Alan Anderson     | Agent libre             | Magic de Lakeland (NBA G League)      |
| 01/07/2017 | Brandon Bass      | Agent libre             | Liaoning Flying Leopards              |
| 01/07/2017 | Raymond Felton    | Agent libre             | Thunder d'Oklahoma City               |
| 01/07/2017 | Darrun Hilliard   | Agent libre             | Spurs de San Antonio                  |
| 01/07/2017 | Luc Mbah a Moute  | Agent libre             | Rockets de Houston                    |
| 01/07/2017 | J. J. Redick      | Agent libre             | 76ers de Philadelphie                 |
| 01/07/2017 | Marreese Speights | Agent libre             | Magic d'Orlando                       |
| 01/07/2017 | Paul Pierce       | Agent libre             | Celtics de Boston                     |
| 15/07/2017 | Kyle Wiltjer      | Coupé                   | Raptors de Toronto                    |
| 06/01/2018 | Jamil Wilson      | Fin du Two-way contract | Mad Ants de Fort Wayne (NBA G League) |

¹ Il s'agit de l’équipe pour laquelle le joueur a signé après son départ, il a pu entre-temps changer d'équipe ou encore de pays.

### Joueurs "agents libres" à la fin de la saison
| Joueur           | Fin de saison         |
| ---------------- | --------------------- |
| Avery Bradley    | Agent libre           |
| Montrezl Harrell | Agent libre restreint |

## Récompenses
| Date        | Joueur       | Récompense                                     |
| ----------- | ------------ | ---------------------------------------------- |
| 1er janvier | Lou Williams | Joueur de la semaine dans la conférence Ouest. |
| 15 janvier  | Lou Williams | Joueur de la semaine dans la conférence Ouest. |